# آيت إسماعيل (تانوغة)
آيت إسماعيل هي إحدى مشيخات المملكة المغربية، تتبع جغرافيا لإقليم بني ملال وإداريًا لتانوغة. يقدر عدد سكانها بـ 4794 نسمة حسب الإحصاء الرسمي للسكان والسكنى لسنة 2004.